# Hypolimnas stellata
Hypolimnas stellata är en fjärilsart som beskrevs av Hans Fruhstorfer 1912. Hypolimnas stellata ingår i släktet Hypolimnas och familjen praktfjärilar. Inga underarter finns listade i Catalogue of Life.